# Élections municipales maldiviennes de 2021
Les élections municipales maldiviennes de 2021 ont lieu le  10 avril 2021 afin de renouveler les conseillers des municipalités des Maldives. 

## Contexte
Initialement prévu le 4 avril 2020, le scrutin est reporté une première fois au 16 en raison de la progression de la pandémie de maladie à coronavirus dans le pays, qui contraint le gouvernement à décréter l'état d'urgence médical. Cette date correspond alors au délai maximum légal sans l'intervention d'une décision d'une Cour de justice ou le vote d'une loi. Le parlement vote par conséquent le report du délai au 6 janvier 2021 au plus tard, et le scrutin est repoussé le 13 avril à une date indéterminée,. Le 30 avril suivant, le parlement vote une loi accordant un délai d'un an au gouvernement pour la tenue des municipales. Ces dernières sont finalement fixées au 10 avril 2021.
Un total de 982 sièges de conseillers sont à pourvoir. Pour la premières fois, les conseils municipaux sont élus pour un mandat de cinq ans - contre trois auparavant - à la suite d'un amendement constitutionnel voté à l'unanimité au parlement en décembre 2019

## Résultats
| Parti                    | Parti                                                       | Parti                                             | Votes | %   | +/- | Sièges | +/- |
| ------------------------ | ----------------------------------------------------------- | ------------------------------------------------- | ----- | --- | --- | ------ | --- |
|                          | Parti démocrate maldivien (MDP)                             | Parti démocrate maldivien (MDP)                   |       |     |     | 421    | 107 |
|                          | Parti progressiste des Maldives (PPM)                       | Parti progressiste des Maldives (PPM)             |       |     |     | 324    | 132 |
|                          | Parti républicain (JP)                                      | Parti républicain (JP)                            |       |     |     | 26     | 9   |
|                          | Alliance pour le développement des Maldives (MDA)           | Alliance pour le développement des Maldives (MDA) |       |     |     | 15     | 3   |
|                          | Parti de la justice (AP)                                    | Parti de la justice (AP)                          |       |     |     | 12     |     |
|                          | Parti social-démocrate et travailliste des Maldives (MLSDP) |                                                   |       |     |     |        |     |
|                          | Parti du peuple maldivien (DRP)                             |                                                   |       |     |     |        |     |
|                          | Démocrates maldiviens de la troisième voie (MTD)            |                                                   |       |     |     |        |     |
|                          | Indépendants                                                | Indépendants                                      |       |     |     | 182    | 159 |
|                          |                                                             |                                                   |       |     |     |        |     |
| Votes valides            |                                                             |                                                   |       |     |     |        |     |
| Votes blancs et nuls     |                                                             |                                                   |       |     |     |        |     |
| Total                    | Total                                                       | Total                                             |       | 100 | –   |        |     |
| Abstentions              |                                                             |                                                   |       |     |     |        |     |
| Inscrits / participation |                                                             |                                                   |       |     |     |        |     |